# 刘月卯
刘月卯（1967年10月—），中国河北饶阳人，男，中国书法家，现任中国书法家协会副主席，河北省书法家协会副主席。

## 生平
曾任河北省书法协会草书委员会主任、纂刻委员会主任。2021年1月27日，中国书法家协会第八次全国代表大会召开，他连任中国书法家协会副主席。